# Potápka Taczanowského
Potápka Taczanowského (Podiceps taczanowskii) je nelétavá endemická potápka vysokohorského jezera Junín ve středozápadním Peru.

## Systematika a výskyt
Druhové jméno připomíná polského zoologa Władysława Taczanowského, autora knihy Ornithology of Peru (1884–86). Jedná se o monotypický taxon.
Potápka Taczanowského je blízce příbuzná potápce stříbřité (Podiceps occipitalis), ze které se patrně oddělila v době ledové v posledních několika deseti tisících letech, kdy populace potápek zůstala v izolaci na vysokohorském jezeře Junín, kde v nepřítomnosti predátorů postupně ztratila schopnost letu.

## Popis
Jedná se o středně velký druh potápky s délkou těla kolem 33–38 cm. Tmavý zobák je úzký a dlouhý. Vzhledem připomíná potápku černokrkou (Podiceps nigricollis) v zimním šatu, oproti které je vyšší s bělejší přední stranou krku.

## Biologie a chování

### Stanoviště a výskyt
Potápka Taczanowského je endemická jezeru Junín v peruánských Andách. Toto druhé největší jezero v Peru s plochou kolem 530 km² se nachází v nadmořské výšce 4080 m n. m. Jedná se o poměrně mělké jezero s maximální hloubkou kolem 10 m. Břehy jsou lemovány rákosinovými porosty, které potápka Taczanowského využívá k hnízdění a hřadování. Mělké vody se vyznačují hustou sítí parožnatek z rodu Chara. V době mimo hnízdění se potápka Taczanowského vyskytuje ve střední, otevřenější části jezera. Jedná se o stálý nelétavý druh.

### Hnízdění
Hnízdí v koloniích, které vytváří v rákosinách při okraji jezera. Tato rozsáhlá rákosinová stanoviště jsou v některých jezerních částech široká až 6 km. Kolonie zahrnují maximálně 20 párů s hnízdy 1–4 m od sebe. Ke kladení vajec dochází v deštivých měsících, nejčastěji v prosinci a lednu. Samice klade většinou 2 vejce. Ptáčata se rodí obalena prachovým peřím s pruhy na horní části těla, jejich spodina je bílá. Samice klade typicky jen jednu snůšku za rok. Takto nízký reprodukční potenciál je patrně odpovědí na stabilní, vysoce předvídatelné prostředí bez vnějších tlaků (predátoři aj.).

### Potrava
Kolem 90 % jídelníčku potápky Taczanowského tvoří halančíkovci z rodu Orestias. Požírá i velké množství vodního hmyzu, zejména pakomárů a klesťanek, avšak co do biomasy tito vodní bezobratlí tvoří pouze několik procent jídelníčku. Potravu získává hlavně pod vodou, kam se coby schopný potápěč často vydává. Potravu může lovit i ve skupinách, přičemž několik potápek v řadě nahání malé rybky. Hmyz sbírá hlavně z hladiny.

## Ohrožení

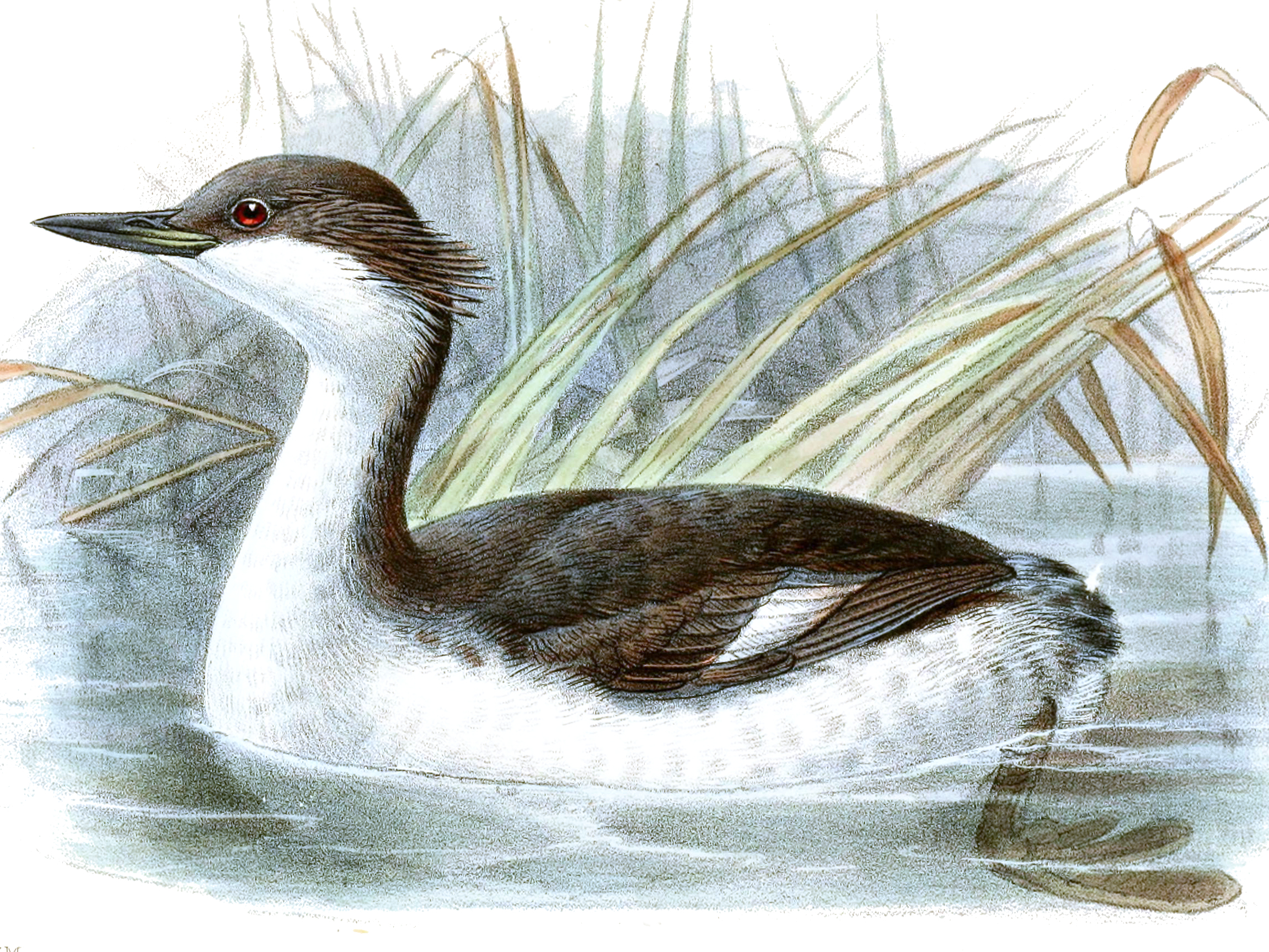
Ilustrace potápky Taczanowského (John Gerrard Keulemans, 1894)

Ještě v roce 1938 byla potápka Taczanowského na jezeře Junín velmi početná. V roce 1961 se populace odhadovala na přibližně tisíc ptáků, po čemž následoval prudký propad. V 70.–90. letech se populace stabilizovala na 250–300 ptáků, mezi lety 2010–2018 se populace pohybovala mezi 300–400 jedinci. Hlavní příčinou poklesu populace v 60. letech bylo snížení kvality vody následkem důlní činnosti, a extrémní poklesy hladiny vody až o 5 m, což vedlo k úplnému vysušení některých částí jezera a k zániku hnízd potápek. Voda byla odváděna pro potřeby důlní hydroelektrárny. Kvalitu vody negativně ovlivňuje i odpadní voda z nedalekých měst. Introdukovaní pstruzi představují přímé potravní konkurenty potápek, a druhu nepomáhají ani rybářské sítě na pstruhy, do kterých se potápky mohou zamotat a zahynout. Vzhledem k prudkému poklesu populace ve 2. polovině 20. století, jediné lokalitě výskytu, pokračujícím hrozbám a velmi malé populaci je druh hodnocen jako ohrožený.